# Tanimbarboshoen
Het tanimbarboshoen (Megapodius tenimberensis) is een vogel uit de familie grootpoothoenders (Megapodiidae). De wetenschappelijke naam van de soort is voor het eerst geldig gepubliceerd in 1883 door Philip Lutley Sclater.

## Leefgebied
Het leefgebied van de vogel is primair regenwoud of verouderd, volgroeid secundair tropisch bos. De soort komt endemisch voor op de Tanimbar-eilanden.

## Beschermingsstatus
Het tanimbarboshoen heeft een klein verspreidingsgebied en daardoor is de kans op de status  kwetsbaar (voor uitsterven) aanwezig. De grootte van de populatie wordt geschat op 670 to 6700 volwassen vogels. Dit hoen gaat in aantal achteruit door ontbossing en het opgraven en verzamelen van de eieren. Om deze redenen staat het tanimbarboshoen als kwetsbaar op de Rode Lijst van de IUCN.